# 東南亞條約組織

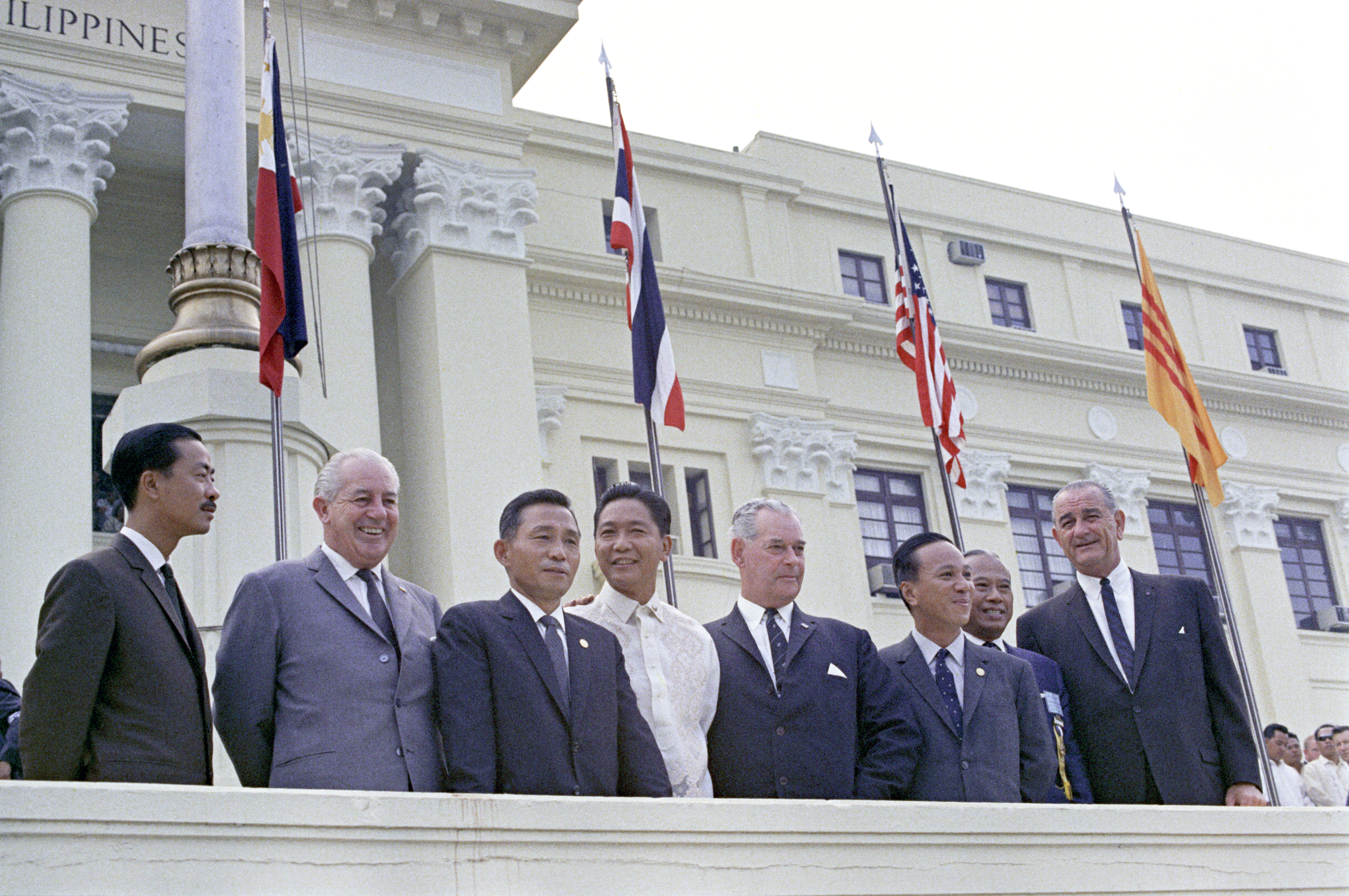
部分東約成員國的領袖和韓國總統朴正熙、南越總統阮文紹和南越總理阮高祺於1966年10月24日在菲律宾马尼拉國會大廈前合照。當時東約在馬尼拉舉行會議，會議主持人為菲律宾总统馬可斯。

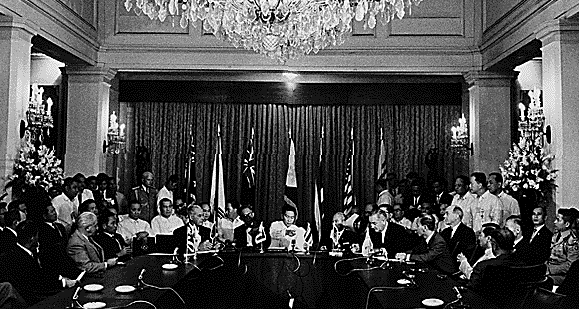
1966年菲律賓馬尼拉東約會議的場面

東南亞條約組織（英語：Southeast Asia Treaty Organization，  缩写为， 又称東南亞條約組織，簡稱東約）是一個已經解散的國際軍事組織，相當於亞洲的北約。1954年9月，美國等國在菲律賓馬尼拉簽署《東南亞集體防務條約》（又稱為《馬尼拉條約》），並於1955年2月17日在泰国曼谷正式成立該集體防衛組織。東約總部位於曼谷，曾有8個成員國。
東約成立的目的是牽制亞洲的共产主义勢力，不過組織內部的糾紛使它無法有效履行防務行動，使之未能介入老撾內戰和越南战争，因此该組織解散後，有學者認為它是個失敗的国际组织；但另一方面，由這個組織撥款贊助的文教計劃亦在東南亞地区留下了深远的影響:183。東約最終隨著多個成員國無意繼續參與會務、陆续退出而於1977年6月30日解散。

## 起源及組織架構
東約源於美國杜鲁门主义，即與盟國建立反共聯防條約體系的政策:439。前美国国务卿約翰·福斯特·杜勒斯（1953年至1959年在任）把「反共聯防」的概念引入東南亞，是促成東約成立的主要人物:1，美國副總統理查德·尼克松在1953年年底結束訪問亞洲的行程，返回美國時，也提議在亞洲建立一個類似北大西洋公约组织（北約）的組織:173-174。1954年7月的日內瓦會議就中南半島問題達成《日內瓦會議最後宣言》，但美國對此並不贊同。同年9月，美國與其他幾個國家的專家在菲律賓馬尼拉舉行會議，討論建立集體防務聯盟的事宜。結果，美國等八個國家於9月6日在馬尼拉簽訂《東南亞集體防務條約》（又稱《馬尼拉條約》），為東南亞條約組織建立基礎。各締約國復於1955年2月17日在曼谷舉行會議，正式成立東約:1:65。東約的目的是遏制亞洲的共產主義勢力:338-339，圍堵中华人民共和国，並防止中華人民共和國和北越向南擴张。東約的成員國（特別是美國）認為，這個組織將有能力阻止共產黨人改變東南亞的政治版圖。
東約以北約為藍本，旨在協調各成員國的軍隊，以达到集体防御的目的:836。在組織方面，東約由秘書長領導，首任秘書長為泰國外交官、政治人物乃朴·沙拉信:186，他在1957年東約在堪培拉舉行的會議上獲得任命。東約還設有代表理事會、国际参谋部、经济事務委員會、保安事務委員會和資訊事務委員會:548。
和北約不一樣，東約既沒有聯合司令部，也沒有常設部隊。另外，如果共產主義對東約成員國構成「共同威脅」，東約就會援引響應協議採取行動，但協議內容卻是模糊無效的。不過，美國在東約的成員資格卻為美國派兵大舉干預中南半島提供了理據。

## 成員
雖然東南亞條約組織以「東南亞」命名，但是東約8個成員國中，只有泰国和菲律宾位於東南亞；其他成員國則包括澳大利亚、法国、新西兰、巴基斯坦（包括東巴基斯坦，即今孟加拉国）、英国和美國。
東約成立之初，菲律賓和泰國都面臨着剛剛興起的共產主義叛亂。1950年代的泰國由軍人主政，奉行親美的外交政策，同时也注意到中華人民共和國在雲南省的德宏和西双版纳設立傣族自治區，並支援泰北苗族人。此外，老撾的共產主義組織巴特寮和北越也支持在泰國東北地區居住的部族進行叛亂。泰國當局對中華人民共和國和北越感到擔憂，美國也意識到共產黨人在泰國和鄰近國家的擴張活動越來越有成效，如果泰國政府不干預，泰國人就會屈服於共產黨人的壓力，令整個東南亞陷入危機。在這樣的局勢下，泰國並沒有實行經濟措施來縮小北部山區和中南部地區的差距，而是尋求美國的援助，並積極參與東約的活動。另一方面，菲律賓與美國之間的關係非常密切；他們希望通過參與東約的建立過程，去加強自己的獨立形象和國內安全。另外，當時汶萊是英國的保護國，而在1962至1963年汶萊暴亂期間，英國和東約另外兩個成員國——澳洲、新西蘭都有派兵到汶萊，協助汶萊平定亂事。
其他東南亞國家不參與東約的原因各異：作為不結盟運動成員國的緬甸和印度尼西亞，認為保持國內社會安定比對付共黨威脅更重要，因而拒絕加入，甚至反對東約。印尼前總理朱安達和前副總統、外交部長阿當·馬利克都曾表示印尼不會加入東約。馬來亞因為和英國簽訂了防務協議，所以得到英國協助應對馬來亞共產黨叛亂和馬印衝突；故此馬來亞（以及後來的馬來西亞、新加坡）沒有加入東約。但是，馬來西亞和新加坡仍能透過英國得知東約的最新動態。南越、柬埔寨和老撾王國由於要遵守1954年日內瓦會議的規定而沒有加入，不過它們仍受到組織的軍事保護。然而，柬埔寨在1956年拒絕接受東約的保護。
其他國家加入東約的原因亦不盡相同。對於澳洲和新西蘭而言，東約的架構比《太平洋安全保障條約》（ANZUS）提供的防務框架更令人滿意。英國和法國之所以加入東約，一方面是因為他們曾在東南亞建立過殖民地（英國是馬來亞的前宗主國、汶萊的宗主國；法國曾統治中南半島三國），另一方面是因為他們關心中南半島局勢的發展。巴基斯坦加入東約則是為了爭取其他國家支持他們對抗印度。而對於美國來說，東南亞是冷戰時期的關鍵前線地區，他們認為如果要在冷戰時期執行圍堵政策，就必須建立東約。美国参议院在1955年1月以82票贊成、1票反對批准《東南亞集體防務條約》，同意美國加入東約。
東約成員國在1950年代初都是奉行反共主义的西方和東南亞、南亞國家，其中英國、澳洲和美國是西方的政治大国:604。美國當時有意與退守台灣的中華民國、菲律賓、日本、韓國，以及《馬尼拉條約》、《太平洋安全保障條約》簽約國聯手，組成一個西太平洋防禦體系。
加拿大和中華民國本來也打算加入東約；前者要專心處理北約的會務:138，英國、法國、菲律賓、巴基斯坦則反對後者加入，最終不了了之。另外，各國代表草擬條約時決定《馬尼拉條約》不適用於北緯21度30分以北的地區，因此《馬尼拉條約》不適用於香港，以免為難英國。

### 預算
1958年至1973年期間東約民事和軍事經費的平均分攤比例：
1958年至1973年期間，各成員國分攤東約民事和軍事經費的平均比例如下：
- 美國：24%
- 英國：16%
- 法國：13.5%
- 澳大利亞：13.5%
- 巴基斯坦：8%
- 菲律賓：8%
- 泰國：8%
- 新西蘭：8%

### 秘書長
| 名稱              | 國家   | 就任日期       | 離任日期       |
| ----------------- | ------ | -------------- | -------------- |
| 乃朴·沙拉信       | 泰國   | 1957年9月5日   | 1957年9月22日  |
| 威廉·沃思（代理） |        | 1957年9月22日  | 1958年1月10日  |
| 乃朴·沙拉信       | 泰國   | 1958年1月10日  | 1963年12月13日 |
| 威廉·沃思（代理） |        | 1963年12月13日 | 1964年2月19日  |
| 功蒂·苏帕蒙空     | 泰國   | 1964年2月19日  | 1965年7月1日   |
| 赫苏斯·巴尔加斯   | 菲律賓 | 1965年7月1日   | 1972年9月5日   |
| 顺通·宏拉达隆     | 泰國   | 1972年9月5日   | 1977年6月30日  |

## 軍事

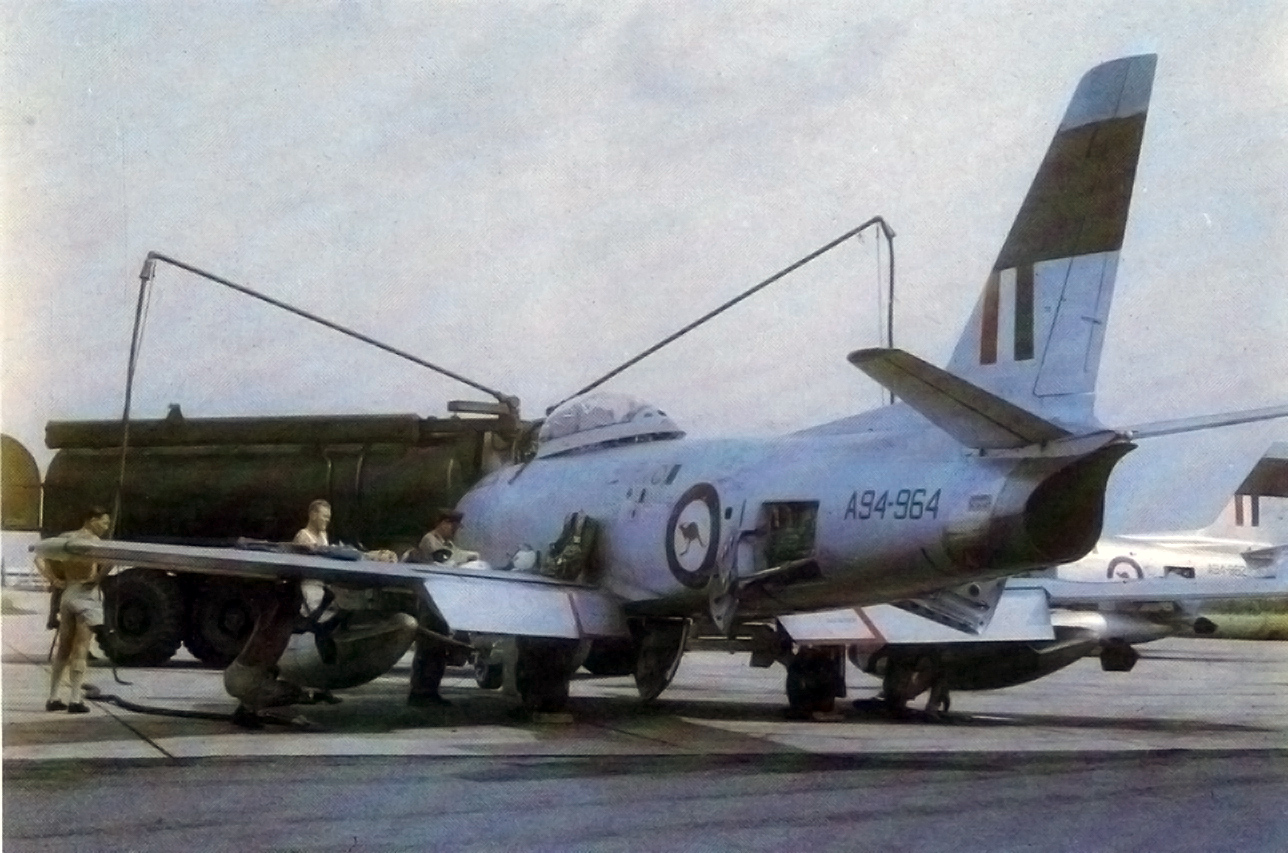
澳大利亚把該國空軍的第79中隊派駐到位於烏汶府的泰國皇家空軍基地執勤（上圖為一架屬於澳洲空軍第79中隊的軍刀戰鬥機），以履行它對東約作出的承諾。

東約成立後，由於大部分的成員國對軍事事務的貢獻極少，導致前者在這方面很快地就變得無足輕重:138。雖然組織成員國的軍隊會進行聯合軍事演習，不過組織各成員國的軍隊卻未曾共同作戰，原因是這些國家之間發生了爭拗；例如東約就因為英國和法國的反對而未能在老撾執行軍事行動，以至于無力干涉在當地發生的内战。故此，美國在1962年之後便單方面支援老撾王國。美國希望該組織能夠介入越南戰爭，不過最後卻因為英國和法國不合作而未能成事。最終，美國只能應南越政府要求，獨自出兵到南越參與越戰。
美國和澳洲加入這個組織的目的，是获得參與越戰的合适理由:138。美國以其會籍作為對東南亞大舉進行軍事干涉的理由，而英國和美國在亞洲的盟國也接受了這样的理由。1962年，澳洲以「鞏固泰國防務」為由，把澳大利亞皇家空軍第79中隊和屬於第79中隊的軍刀式戰鬥機派駐到位於烏汶府的泰國皇家空軍基地執勤，以履行它對東約作出的承諾。這些軍刀戰鬥機從1965年開始便隨著澳洲空軍參與越南戰爭，并為以烏汶府作為基地、向北越進行轟炸的美国空军提供保護。

## 文化影響

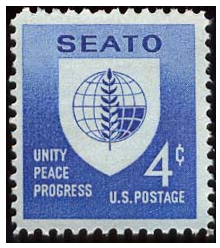
一枚以東約為主題的美國邮票

除了進行聯合军训之外，東約成員國也致力於改善社會和經濟問題:183。東約內部負責監督相关措施的機構是轄下的資訊、文化、教育及勞工活動委員會，而这些政策也備受好評，甚至被认为是“该組織其中一項較为成功的政策”。:183乃朴·沙拉信於1959年在泰國創立了培訓工程师的「東南亞條約組織工程学研究院」（SEATO Graduate School of Engineering，現稱亞洲理工學院）:186。另外该組織也撥款籌建泰國的曼谷教師發展中心和軍事訓練學校，這兩個機構分別為教師和軍人開辦了技術課程:188。除此以外，東約还设立了技術工人培训計劃（Skilled Labor Project），為組織成員國（尤其是泰国）的工人提供培訓講習服務。东约曾在泰國開設91個培訓講習班:188。
東約同时也為醫學研究和农业研究提供經費援助:189。在1959年，東約在曼谷設立了第一家研究霍亂病的实验室，其後又在東巴基斯坦达卡市設立了另一間同類型的實驗室:189。後者成立後不久就成為了世界上其中一家最先進的霍亂研究設施，後來這個實驗室的名字被改為孟加拉國際腹瀉疾病研究中心（International Centre for Diarrhoeal Disease Research, Bangladesh）:189-190。該組織也重視文學創作，并为此設立了東南亞條約組織文學獎，獎勵東約成員國境內的優秀作家。

## 相关批評、組織的解散
早在東約創立之時，蘇聯和中華人民共和國就對此表示反對。蘇聯當局認為美國、英國、法國等殖民主義國家既不願意看到殖民地人民奮起、追求自由的發展，也不能強迫亞洲、非洲各地的人民放棄爭取獨立、自由的鬥爭，於是改變策略，建立東約等「侵略集團」，繼續壓迫被奴役人民，鎮壓民族解放運動。蘇聯和印度、緬甸等態度中立的亞洲國家都認為應該反對、譴責這種侵略集團，又同意促進世界和平要靠各國人民共同努力，而不是靠這種「侵略集團」。蘇聯外交部的聲明也指出，東約的成立和美國要和西德聯手在歐洲締結「侵略性的軍事聯盟」的事是相關的。中華人民共和國首任國務院總理周恩來則認為，英、美等國想利用反共聯盟分裂東南亞，而日內瓦會議要有成果，就不應該讓他們這樣做；他又說東約敵視中國，意欲分裂亞洲，插手亞洲國家的內政，使地區局勢更形緊張。
杜勒斯認為美國有需要建立東約，去執行它的亞洲政策。然而，並非所有東約成員國都同意美國的主張，也就是以軍事手段牽制共產主義勢力。1954年，英國首相安東尼·艾登表示，亞洲的共產主義問題既是政治問題，也是軍事問題，因此不能單靠軍事手段牽制共產黨人；如果要有效地使用軍事手段抑制此一問題，則需要取得亞洲國家最廣泛的支持。
由於法國不踴躍參與東約的會務，英國又宣布自1971年起從位於蘇伊士運河以東的地區撤軍，東約對共產黨人的軍事行動無能為力。最終，越南共產黨、巴特寮和赤柬在1975年分別推翻南越政府、老撾王國政府和柬埔寨親美的龍諾政權。另外，東約所有成員國（美國除外）在1977年該組織解散時已經和中華人民共和國建交，而自1972年尼克遜訪華後，美國和北京政府的關係亦有所緩和。
在1970年代，東約部分成員國已無意參與會務，並退出組織——1971年，東巴基斯坦在印度的支援下，脫離巴基斯坦，建立孟加拉國，一年後巴基斯坦退出東約:548。法國也在1975年決定不再為這個組織提供經濟援助。東約其他成員國則在1975年發表公報，宣布由於地區局勢變化的關係，決議解散東約，但將以其他形式延續東約推行的活動和計劃。最終東約於1976年2月20日舉行最後一次會議，並於1977年6月30日正式解散。
史學家大都認為《東南亞集體防務條約》是一份失敗的条约，在歷史書裡也甚少提及到這份條約:1。英國外交官、海軍戰略家詹姆士·凱布爾爵士便曾在《1954年日內瓦會議的印度支那议题》一文中形容這個組織是“一片遮羞布”，又認為它的存在只是為了掩飾美國赤裸裸的亞洲政策。他又把《東南亞集體防務條約》比喻成一個飼養紙老虎的動物園。:1

## 備註
1. ↑  . 聯合早報 (新加坡報業控股). 1996-01-24: 28.
2. 1 2 3 4 5  . USA: Office of the Historian.   [2011-09-02]. （原始内容存档于2012-10-07） （英语）.
3. 1 2 3 4 5 6 7 8 9 10 11 12 13 14 15 16  Franklin, John K. . ProQuest. 2006. ISBN 9780542915635.
4. ↑  Jillson, Cal. . Taylor & Francis. 2009. ISBN 9780415995702.
5. ↑  "Nixon Alone," by Ralph de Toledano, p.
6. 1 2 3 4 5 6 7 8 9 10 11  D. R. SarDesai. . Boulder, CO: Westview Press. 2010. ISBN 978-0-8133-4434-8.
7. 1 2 3  斯米爾諾夫; 索芬斯基. . 由方林; 丹梅翻译. 北京: 世界知識出版社. 1958年.
8. ↑  Leifer, Michael. Chin Kin Wah, Leo Suryadinata , 编. . 2005. ISBN 978-981-230-270-0.
9. ↑  Ooi, Keat Gin (编). . ABC-CLIO. 2004. ISBN 9781576077702.
10. ↑  . 香港: 高行（國際）有限公司. 2000年  [2011-08-31]. （原始内容存档于2012-10-23）.
11. ↑  Boyer, Paul; Clark, Jr., Clifford; Kett, Joseph; Salisbury, Neal; Sitkoff, Harvard; Woloch, Nancy.  6th AP. Houghton Mifflin. 2007. ISBN 978-0618801633.
12. 1 2  Page, Melvin E. (编). . ABC-CLIO. 2003. ISBN 9781576073353.
13. 1 2 3 4 5 6  Encyclopaedia Britannica (India). . Popular Prakashan. 2000: 60. ISBN 9780852297605.
14. 1 2 3  Maga, Timothy P. . Penguin. 2010. ISBN 9781615640409.
15. ↑  胡洪江. . 人民網. 2013-04-12  [2013-06-19]. （原始内容存档于2013-10-16）.
16. ↑  yxn. . 西双版纳州商务局. 2013-02-01  [2013-06-19]. （原始内容存档于2015-04-03）.
17. ↑  Raether, Harriet D.; Schwar (编). . . Foreign Relations of the United States, 1952–1954, East Asia and the Pacific. Volume XII, Part 2. Washington: United States Government Printing Office. 1987: 688–691  [2023-05-14]. （原始内容存档于2023-05-15）.
18. ↑  劉新生、潘正秀. . 北京: 社會科學文獻出版社. 2005年. ISBN 7-80190-400-1.
19. ↑   (PDF). Belgrade. 1961-09-06  [2013-06-20]. （原始内容存档 (PDF)于2014-01-02）.
20. ↑  . Sydney Morning Herald. 1954-08-05: 1  [2012-10-03]. （原始内容存档于2022-01-16）.
21. ↑  U. P. I. . Singapore Free Press. 1958-06-12: 12  [2013-06-20]. （原始内容存档于2014-01-02）.
22. ↑  Reuters. . The Straits Times. 1970-03-31: 22  [2013-06-20]. （原始内容存档于2014-01-02）.
23. 1 2 3 4  Grenville, John; Wasserstein, Bernard (编). . Taylor & Francis. 2001: 336. ISBN 978-0415141253.
24. ↑  W. Brands, Jr., Henry. . The International History Review. No. 2. May 1987, 9: pp. 250–270.
25. 1 2  Hearden, Patrick J. (编). . Purdue University Press. 1990: 46. ISBN 9781557530035.
26. ↑  Tarling, Nicholas. . Cambridge University Press. 1992. ISBN 9780521355063.
27. 1 2  莊清蓉. . 新疆哲學社會科學網.   [2013-10-15]. （原始内容存档于2014-07-28）.
28. 1 2 3  Blaxland, John C. . McGill-Queen's University Press. 2006. ISBN 9780773530355.
29. ↑  鄭懿瀛. .   [2013-10-15]. （原始内容存档于2014-07-29）.
30. 1 2  Pierre Journoud, De Gaulle et le Vietnam: 1945–1969, Éditions Tallandier, Paris, 2011, 542 p. ISBN 978-2847345698
31. ↑  Stephens, Alan. . Australian Govt. Pub. Service. 1995: 36. ISBN 9780644428033.
32. ↑  Independent Review Panel.  (PDF). 2004-07-09  [2011-05-01]. （原始内容 (PDF)存档于2011-06-02）.
33. ↑  Boonkhachorn, Trislipa. .   [2011-04-24]. （原始内容存档于2011-08-25）.
34. ↑  姚椿龄. . 中國社會科學院美國研究所.   [2013-10-13]. （原始内容存档于2016-03-04）.
35. ↑  . 中华人民共和国外交部. 2011-07-31  [2013-06-22]. （原始内容存档于2013-07-10）.
36. ↑  . Asia for Educators. Columbia University. 2009  [2013-06-22]. （原始内容存档于2013-06-05）.
37. ↑  . The Montreal Gazette. 1975-09-25  [2012-07-08]. （原始内容存档于2016-02-07）.
38. ↑  . www.telegraph.co.uk (Telegraph Media Group). 2001-10-13  [2011-03-29]. （原始内容存档于2010-03-23）.

## 延伸閱讀
- Buszynski, Leszek. SEATO: The Failure of an Alliance Strategy. Singapore: Singapore University Press, 1983.
- Haas, Michael. . Praeger. 1989. ISBN 0-275-93216-8.
- Dreisbach, Kai. . Wissenschaftlicher Verlag. 2004年. ISBN 3-88476-656-2 （德语）.

## 外部連結
- 《东南亚集体防务条约》副本 （页面存档备份，存于）（1954年9月8日，耶魯法學院藏本）